# Dialetto gardenese
Il gardenese (gherdëina) è la variante della lingua ladina parlata in Val Gardena.

## Descrizione
Il ladino della Val Gardena si differenzia sia nella forma parlata che in quella scritta dal ladino della Val Badia o da quello fassano. L'origine di tale differenza è riconducibile al fatto che le varie valli ove si parlava (ed ancora si parla) questa antichissima lingua erano fra di loro divise ed i contatti intercorrenti fra le varie popolazioni erano molto sporadici.
È uno dei due idiomi che vengono usati dall'amministrazione dell'Alto Adige nei suoi documenti ufficiali e sul suo sito web. L'altro è il badiotto.
L'istituto culturale che si occupa del suo studio e cura è l'Istituto Ladino "Micurà de Rü", intitolato all'omonimo linguista autore della prima grammatica della lingua ladina.

## Esempio
(Un estratto del Padre Nostro)

## Dizionari
Il principale dizionario dell'idioma gardenese è il «Vocabuler Tudësch-Ladin de Gherdëina» di Marco Forni, pubblicato dall'Istituto Ladino "Micurà de Rü".